# 絶対迷宮グリム 〜七つの鍵と楽園の乙女〜 キャラクターコンセプトCD
「絶対迷宮グリム 〜七つの鍵と楽園の乙女〜 キャラクターコンセプトCD」（ぜったいめいきゅうグリム ななつのかぎとらくえんのおとめ キャラクターコンセプトシーディー）は、PlayStation Portable用ゲームソフト『絶対迷宮グリム 〜七つの鍵と楽園の乙女〜』のキャラクターソング・シングルシリーズである。2010年7月16日から同年9月10日までに計11枚が花梨エンターテイメントからリリースされた。
CDジャケットのイラストは、キャラクターデザイン・原画家担当のキリによる描き下ろしであり、プロローグとエピローグの構成はシナリオ担当の菜摘かんなが担当している。
初回封入特典は特製キャラクターカード（定期券サイズ）付き。

## Vol.1
収録内容
1. プロローグ
2. 野イチゴを摘むあかずきん
3. エピローグ
4. 野イチゴを摘むあかずきん（OFF VOCAL Ver.）

## Vol.2
収録内容
1. プロローグ
2. 悪魔の笛吹きハーメルン
3. エピローグ
4. 悪魔の笛吹きハーメルン（OFF VOCAL Ver.）

## Vol.3
収録内容
1. プロローグ
2. 星を数えるラプンツェル
3. エピローグ
4. 星を数えるラプンツェル（OFF VOCAL Ver.）

## Vol.4
収録内容
1. プロローグ
2. おとぎの絵描きルートヴィッヒ
3. エピローグ
4. おとぎの絵描きルートヴィッヒ（OFF VOCAL Ver.）

## Vol.5
収録内容
1. プロローグ
2. 迷子の森のヘンリエッタ
3. エピローグ
4. 迷子の森のヘンリエッタ（OFF VOCAL Ver.）

## Vol.6
収録内容
1. プロローグ
2. 悪魔の道化師♪夢魔
3. エピローグ
4. 悪魔の道化師♪夢魔（OFF VOCAL Ver.）

## Vol.7
収録内容
1. プロローグ
2. LOVE☆いばら道 〜いばら姫〜
3. エピローグ
4. LOVE☆いばら道 〜いばら姫〜（OFF VOCAL Ver.）

## Vol.8
収録内容
1. プロローグ
2. 誰も私を☆起こさないで 〜いばらの王子〜
3. エピローグ
4. 誰も私を☆起こさないで 〜いばらの王子〜（OFF VOCAL Ver.）

## Vol.9
収録内容
1. プロローグ
2. みにくい蛙の王子さま 〜フロッギー・ショウ〜
3. エピローグ
4. みにくい蛙の王子さま 〜フロッギー・ショウ〜（OFF VOCAL Ver.）

## Vol.10
収録内容
1. プロローグ
2. グリム王国の王女さま 〜ヴィルヘルム・グリム〜
3. エピローグ
4. グリム王国の王女さま 〜ヴィルヘルム・グリム〜（OFF VOCAL Ver.）

## Vol.11
収録内容
1. プロローグ
2. 迷宮一座・ユメノ終末 グラン・フィナーレ 〜ヤーコプ・グリム〜
3. エピローグ
4. 迷宮一座・ユメノ終末 グラン・フィナーレ 〜ヤーコプ・グリム〜（OFF VOCAL Ver.）